# Diederik van de Elzas
Diederik (of Dirk) van de Elzas (ca. 1100 – Grevelingen, 4 januari 1168) was graaf van Vlaanderen van 1128 tot aan zijn dood. Na een tijd van burgeroorlog legde hij in het graafschap Vlaanderen de basis voor een tijd van vrede en welvaart. Hij reisde vier keer naar het Heilige Land.

## Vlaanderen
Hij was een zoon van Gertrudis van Vlaanderen, dochter van graaf Robrecht I van Vlaanderen en haar tweede echtgenoot hertog Diederik II van Lotharingen. Als kleinzoon van graaf Robrecht I de Fries kon hij na de moord op Karel de Goede in 1127 via zijn moeder Gertrudis rechten doen gelden op het graafschap Vlaanderen. Koning Lodewijk VI van Frankrijk had echter Willem Clito, eveneens in de moederlijke lijn afstammend van de Vlaamse graven, als graaf benoemd.
Dit was tegen de zin van de Vlaamse steden en van de pro-keizer gezinde adelsfractie in Vlaanderen. Gent, Brugge, Rijsel en Sint-Omaars, en een aantal edelen vroegen Diederik, toen heer van Bitche, om graaf van Vlaanderen te worden. Er ontstond een strijd tussen Willem en Diederik. Lodewijk liet Diederik excommuniceren en belegerde hem in Rijsel. De Franse koning moest zich echter terugtrekken toen bleek dat Diederik de steun van Hendrik I van Engeland had. In 1128 leed Diederik nederlagen bij Ruiselede (Slag bij Axpoele) en Oostkamp en moest hij vluchten, eerst naar Brugge en daarna naar Aalst. Willem belegerde de stad maar werd op 27 juli dood in zijn tent aangetroffen. Dit werd door beide partijen als een teken gezien dat Diederik de rechtmatige graaf was, en er werd vrede gesloten. Diederik stond in 1128 verheffingsrechten op al zijn persoonlijke lenen in het hele graafschap af aan de Tempeliers. Dit was een grote schenking: een enorme bron van geldelijke inkomsten voor de nieuwe tempelorde. In 1157 vaardigde hij een akte uit, dat er voortaan een tempelier aan het grafelijk hof zou verblijven om de verheffingsrechten te innen.
In 1132 huldigde Diederik Lodewijk als zijn koning, in ruil voor zijn steun tegen de aanspraken van Boudewijn IV van Henegouwen. In de strijd tussen Frankrijk en Engeland probeerde hij een neutrale positie te bewaren, hetgeen de Vlaamse handel ten goede kwam. Onder zijn bewind konden de steden zich ontwikkelen en werden de instellingen organisatorisch hervormd.

## Het Heilige Land

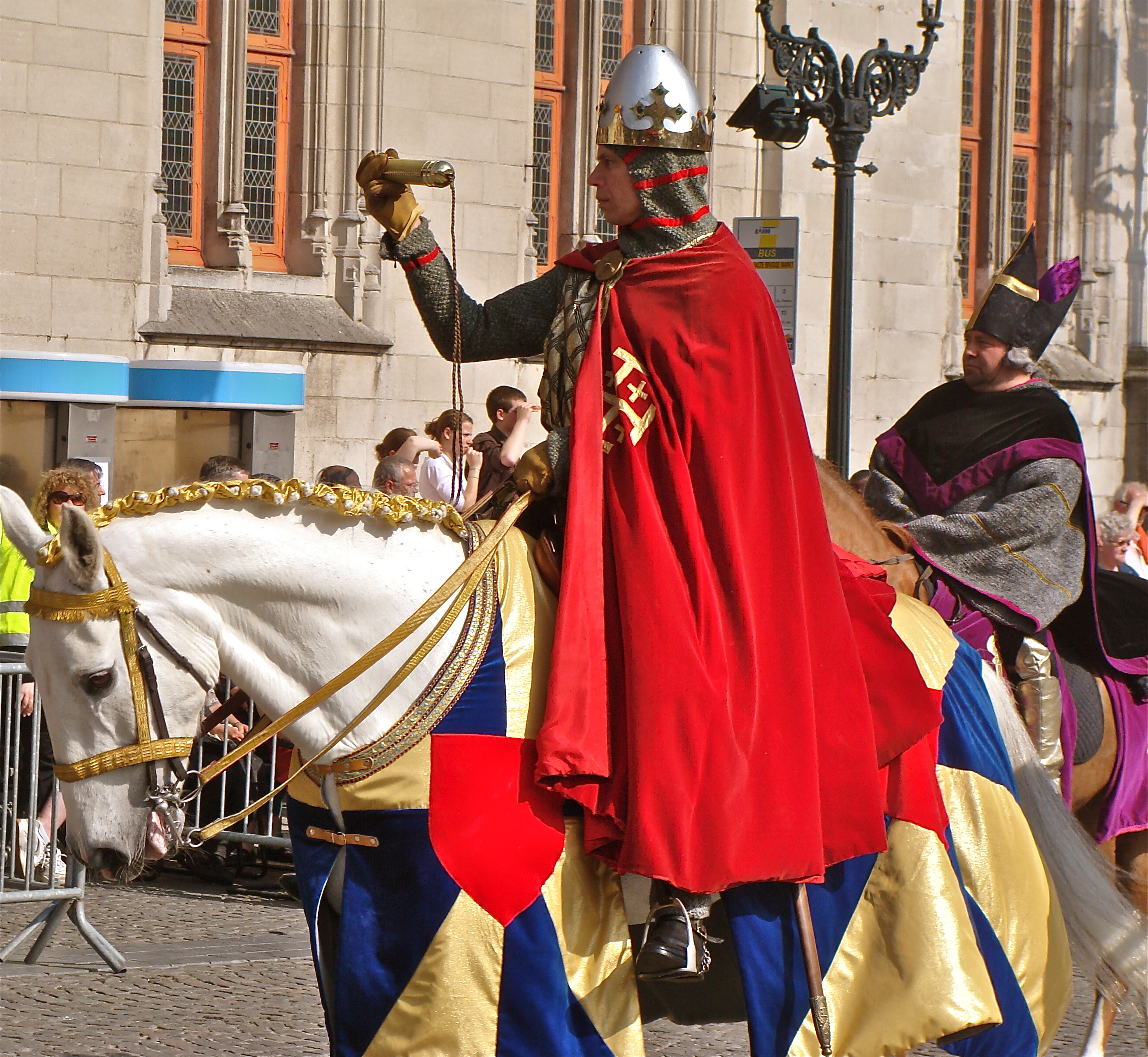
Diederik van de Elzas brengt het Heilig Bloed naar Vlaanderen. Nagespeeld in de Heilig Bloedprocessie.

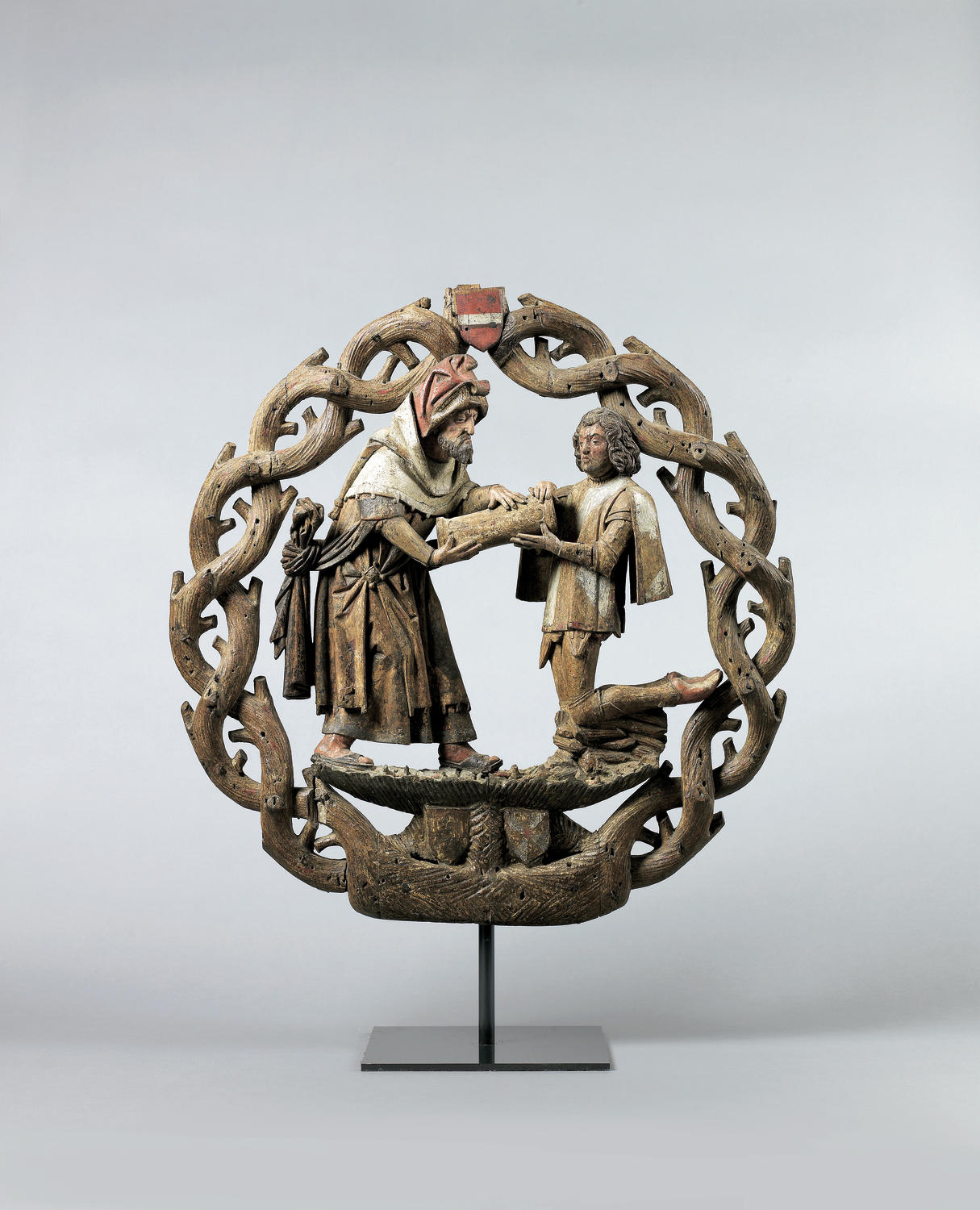
Pareerkaars van het Heilig bloed met Diederik van de Elzas afgebeeld.

In 1139 bezocht Diederik Jeruzalem en trouwde daar met Sybille van Anjou, weduwe van Willem Clito en dochter van Fulco, koning van Jeruzalem. Hij leidde een succesvolle expeditie naar Panias en nam deel aan de invasie van Gilead (het gebied ten oosten van de Jordaan). In datzelfde jaar keerde hij terug naar huis om Godfried II van Leuven bij te staan in de Grimbergse Oorlogen.
Diederik nam deel aan de Tweede Kruistocht. Hij gaf leiding aan de oversteek van de Meander en vocht mee in een veldslag bij Konya. Diederik nam deel aan het beraad waarin werd besloten om Damascus aan te vallen, tegen de zin van de lokale kruisvaarders die aanvoerden dat ze altijd in vrede met Damascus hadden geleefd. Diederik eiste de stad op als hoofdstad voor zijn eigen kruisvaardersstaat en werd daarin gesteund door zijn zwager Boudewijn III van Jeruzalem, Lodewijk VII van Frankrijk en Koenraad III van Hohenstaufen - zeer tegen de zin van de leiders van de kruisvaardersstaten. Door onderlinge verdeeldheid van de kruivaarders liep het beleg na vier dagen al uit op een mislukking en trokken de kruisvaarders zich terug op Jeruzalem. In 1150 keerde hij terug naar Vlaanderen. Boudewijn van Henegouwen probeerde namelijk om Vlaanderen te veroveren maar Sybille (die als regentes was achtergebleven) wist hem te weerstaan en liet ook plundertochten in Henegouwen uitvoeren. Het volgende jaar sloot Diederik vrede met Boudewijn, met de afspraak dat hun kinderen, Margaretha en Boudewijn V van Henegouwen zouden trouwen
In 1156 trok Diederik voor de derde maal naar het Heilige Land. Ditmaal nam hij Sybille mee, en liet zijn zoon Filips van de Elzas achter als regent. Diederik nam deel aan het beleg van Shaizar, dat mislukte toen hij ruzie kreeg met Reinoud van Châtillon over de vraag wie de vesting zou bezitten als die was veroverd. In 1159 keerde Diederik terug naar Vlaanderen maar Sybille bleef achter en trad in een klooster. Diederik liet Filips een belangrijk aandeel houden in het bestuur. In 1164 trok hij een vierde maal naar het Heilige Land en bezocht samen met Amalrik I van Jeruzalem de steden Antiochië en Tripoli. Na zijn thuiskomst in 1166 zegelde hij met een dadelpalm.
Diederik zou het relikwie van het Heilig Bloed hebben meegenomen van zijn reizen. 

## Laatste jaren
Diederik trok zich na zijn terugkeer uit het Heilig Land terug in de augustijner Abdij van Waten. Van daaruit ondernam hij verschillende pelgrimstochten naar plaatsen in de omgeving. Hij stierf in 1168 bij een bezoek aan Grevelingen. Hij werd begraven in de Abdij van Waten.

## Huwelijken en kinderen
Sommige bronnen vermelden dat Diederik in zijn eerste huwelijk zou zijn getrouwd met de weduwe van Karel de Goede, Margaretha van Clermont. Dit is echter vrijwel zeker niet het geval.
Van zijn eerste vrouw is bekend dat ze Swanhilde heette, dat ze op 4 september 1132 is overleden, en dat Diederik en zij in een te nauwe bloedverwantschap stonden. Diederik en Swanhilde kregen een dochter: Laureta van Vlaanderen (-1162).

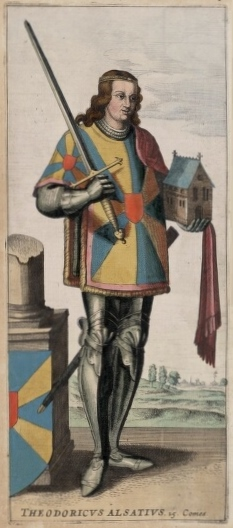
Graaf Diederik van de Elzas (afbeelding uit Flandria illustrata, 1641)

Diederik en Sybille hadden de volgende kinderen:
- Boudewijn, overleden voor 1154
- Mattheüs (1138-1173), gehuwd met gravin Maria van Boulogne
- Filips, geboren in 1142, graaf van 1168 tot 1191
- Pieter (-1176), proost van Brugge en Sint-Omaars, bisschop van Kamerijk, gaf zijn kerkelijke functies op om te trouwen met Mathilde, de weduwe van Gwijde van Nevers en werd zo graaf van Nevers. Hij kreeg een dochter Sybille die trouwde met Robert van Wavrin, seneschalk van Frankrijk.
- Gertrude (-1186), gehuwd met Humbert III van Savoye en daarna met Hugo III van Oisy.
- Margaretha, geboren 1145, gravin van Vlaanderen 1191-1194, gehuwd in 1169 met graaf Boudewijn V van Henegouwen, moeder van Boudewijn I van Constantinopel graaf van 1194-1205
- Matilda (ovl. 24 maart ca. 1194), 1187 abdis van Fontevraud

Diederik had daarnaast drie buitenechtelijke kinderen:
- Gerard (ovl. 1206), provoost van Brugge, kanselier van Vlaanderen, lid van de raad van regenten in 1202.
- Willem Bron (ovl. voor 1167), getrouwd met Christiana, ze hadden een zoon die ook Willem Bron heette.
- Conon

## Voorouders
| Diederik van de Elzas (1100-1168) | Vader: Diederik II van Lotharingen (1050-1115) | Grootvader: Gerard van Lotharingen (1030-1070) | Overgrootvader: Gerard III van Metz (-1045)            |
| Diederik van de Elzas (1100-1168) | Vader: Diederik II van Lotharingen (1050-1115) | Grootvader: Gerard van Lotharingen (1030-1070) | Overgrootmoeder: Gizela                                |
| Diederik van de Elzas (1100-1168) | Vader: Diederik II van Lotharingen (1050-1115) | Grootmoeder: Hedwig Van Namen                  | Overgrootvader: Albrecht I van Namen (950-1011)        |
| Diederik van de Elzas (1100-1168) | Vader: Diederik II van Lotharingen (1050-1115) | Grootmoeder: Hedwig Van Namen                  | Overgrootmoeder: Ermengarde van Lotharingen            |
| Diederik van de Elzas (1100-1168) | Moeder: Gertrudis van Vlaanderen (1080-1117)   | Grootvader: Robrecht I de Fries (1029-1093)    | Overgrootvader: Boudewijn V van Vlaanderen (1013-1067) |
| Diederik van de Elzas (1100-1168) | Moeder: Gertrudis van Vlaanderen (1080-1117)   | Grootvader: Robrecht I de Fries (1029-1093)    | Overgrootmoeder: Adela van Mesen (1009-1079)           |
| Diederik van de Elzas (1100-1168) | Moeder: Gertrudis van Vlaanderen (1080-1117)   | Grootmoeder: Geertruida van Saksen (1033-1113) | Overgrootvader: Bernhard II van Saksen (990-1059)      |
| Diederik van de Elzas (1100-1168) | Moeder: Gertrudis van Vlaanderen (1080-1117)   | Grootmoeder: Geertruida van Saksen (1033-1113) | Overgrootmoeder: Eilika van Schweinfurt (1005-1059)    |